# Jon Lomberg
Jon Lomberg (nascut 1948) és un artista espacial i periodista científic estatunidenc. Va ser el principal col·laborador artístic de Carl Sagan durant més de vint anys en molts projectes des del 1972 fins al 1996. El 1998, la Unió Astronòmica Internacional va nomenar oficialment un asteroide (6446 Lomberg) en reconeixement dels seus èxits en comunicació científica.

## Biografia
Jon Lomberg va créixer a Filadèlfia, Pennsilvània. Durant una visita a Toronto, Ontario, després de la universitat, va ser convidat per l'autora de ciència-ficció Judith Merril per mostrar la seva obra artística en una conferència que va organitzar per l'Ontario Institute for Studies in Education. Lomberg es va traslladar a Toronto a finals d'any i, després d'ajudar a Merril en un documental de ràdio per al programa Ideas de la CBC Radio One, va continuar creant molts documentals per al programa sobre temes com el programa Viking de la NASA i el Cometa de Halley.
El 1972, Lomberg va mostrar algunes de les seves pintures a l'astrònom Carl Sagan, que després li va demanar que il·lustrés The Cosmic Connection. Aquest va el començament del seu quart de segle en molts projectes, inclosa la sèrie Cosmos (per a la qual cosa Lomberg va crear el grup de talent i com a artista principal va guanyar el premi Primetime Emmy); el llibre Cosmos; Broca's Brain; Disc d'Or de la interestel·lar Voyager de la NASA; la portada original de la novel·la de Sagan Contact; i la seqüència d'obertura de la Terra a través del sistema solar i la seva galàxia i més enllà per a la pel·lícula Contact film. A petició de Sagan, Lomberg va dissenyar el logotip original d'un veler per a la The Planetary Society el 1981.

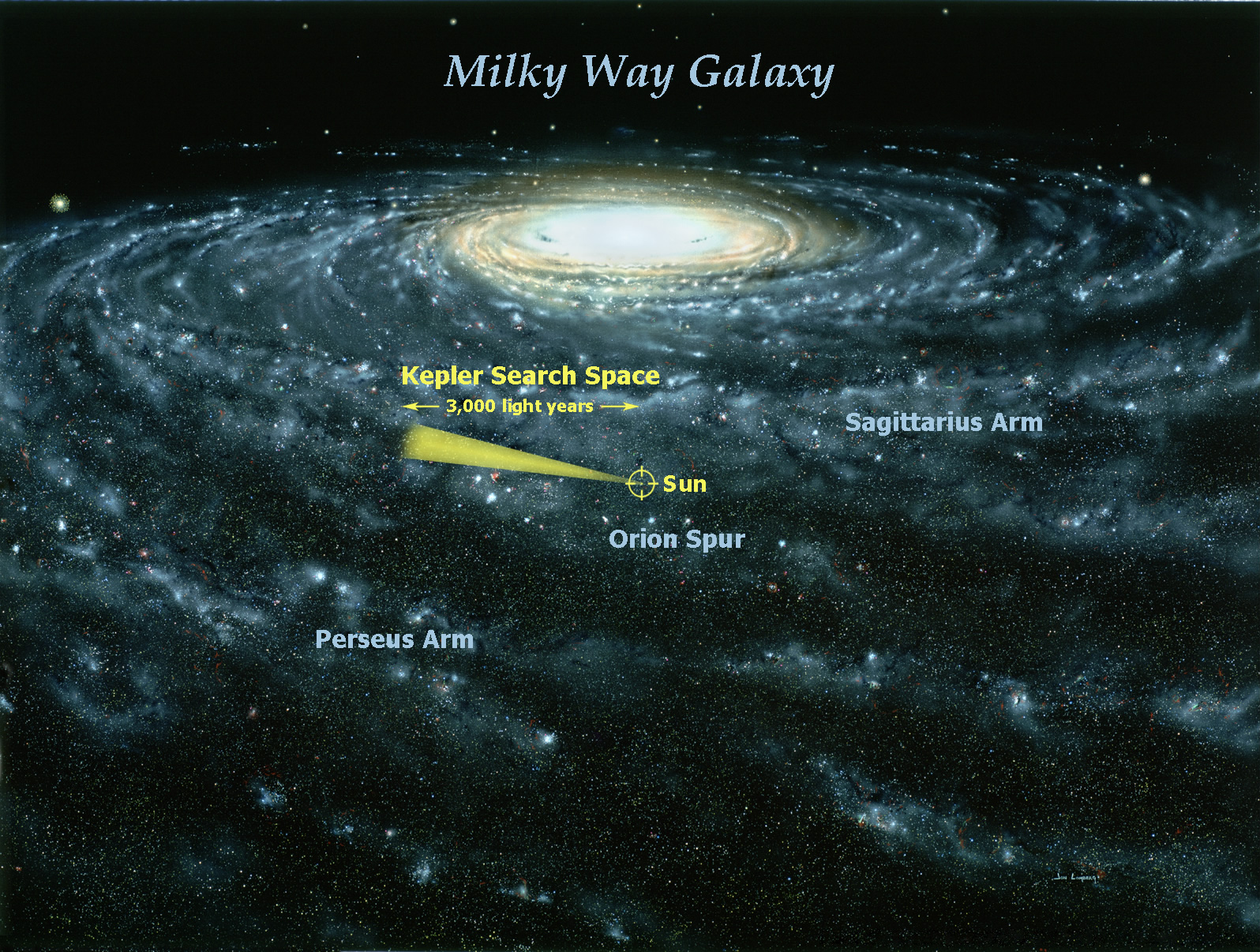
Retrat de la Via Làctia de Lomberg com a fons per al diagrama de la missió Kepler.

L'Smithsonian Institution va encarregar a Lomberg a principis dels anys noranta que pintés "Un retrat de la Via Làctia", una representació artística científica precisa de la Via Làctia vista per un hipotètic observador des d'un punt de vista de 10 graus per sobre del pla galàctic i 60.000 anys llum del centre galàctic. La pintura de 1,8 m per 2,4 m, que es va descriure en un article acadèmic revisat per experts el 1994 com "la millor representació de la nostra galàxia fins ara" i "un primer mapa com els exploradors fa molt de temps", es va mostrar al Museu Nacional de l'Aire i de l'Espai des de 1992 fins al 2002 i continua formant part de la seva col·lecció permanent d'aviació i art espacial. Lomberg també va dissenyar el Jardí galàctic, un model a escala tridimensional de la Via Làctia, que forma part del santuari dels Jardins de la Pau de Paleaku a Kailua-Kona, Hawaii.
Lomberg va codissenyar el MarsDial a bord del Mars Exploration Rovers Spirit i l'Opportunity i va ser el director del projecte i editor en cap del CD-ROM Visions of Mars i el mini-DVD a bord de la nau espacial Phoenix, que va aterrar a Mart el maig de 2008. També va participar en equips de planificació de la planta pilot d'aïllament de residus amb Frank Drake, Ben Finney, Ward Goodenough, Louis Narens, Frederick Newmeyer, Woodruff Sullivan i altres.
Jon Lomberg és membre fundador del International Association of Astronomical Artists, membre del consell assessor de The Planetary Society, i dissenya exhibicions i presenta presentacions per al Centre d'Educació Astronòmica de Mauna Kea a Hilo, Hawaii per a l'Observatori de Mauna Kea i Observatori Gemini North. Viu a Hawaii amb la seva dona i dos fills.

## Premis i honors
Els premis i honors que s'han concedit a Jon Lomberg inclouen:
- 1979: American Institute of Graphic Arts Certificat d'excel·lència per a la portada de Broca's Brain: Reflections on the Romance of Science.
- 1981: Premi Primetime Emmy de l'Academy of Television Arts and Sciences per obtenir el millor rendiment individualitzat en treballs manuals tècniques creatives per a les sèries de televisió Cosmos.
- 1983: Revista Graphic Design USA del Premi DESI per il·lustracions de l'hivern nuclear a la revista PARADE.
- 1984: Premi del Festival de cinema mundial de la pau de Vermont al millor documental de vídeo per a la cinta de vídeo del programa multimèdia Nuclear Winter amb Carl Sagan.
- 1987: Premi Armstrong de la Columbia University Graduate School of Journalism per al documental de ràdio Ideas del programa Halley's Comet.
- 1996: Premi de l'Associació americana per l'avanç de la ciència al Llibre de ciències infantils per a la "Life In The Universe" per al pla d'estudis dels graus de 4 a 9 a la categoria Ciències de la vida.
- 1998: La Unió Astronòmica Internacional va reanomenar oficialment Asteroide Lomberg, anteriorment asteroide 6446 1990QL.
- 2002: Premi Klumpke-Roberts de l'Astronomical Society of the Pacific.